# Ormosia stipulacea
Ormosia stipulacea är en ärtväxtart som beskrevs av M.S.Knaap-van Meeuwen. Ormosia stipulacea ingår i släktet Ormosia och familjen ärtväxter. Inga underarter finns listade i Catalogue of Life.